# Béni-Isguen
Beni Isguen es una ciudad santa en el norte del Sáhara argelino, en el centro del Valle de M'Zab. Es una ciudad vecina de Ghardaia, y junto con esta y las ciudades vecinas Melika, Bou Nora y Atteuf forma una "Pentápolis" en el M'zab. Beni Isguen, fue fundada en 1347, rodeada de gruesos muros. La mezquita data del siglo XII. Es Patrimonio de la Humanidad de la Unesco desde 1982.